# Pachychernes gracilis
Pachychernes gracilis är en spindeldjursart som först beskrevs av Edvard Ellingsen 1902.  Pachychernes gracilis ingår i släktet Pachychernes och familjen blindklokrypare. Inga underarter finns listade i Catalogue of Life.